# Tectus
Tectus là một chi ốc biển, là động vật thân mềm chân bụng sống ở biển trong họ Turbinidae, họ ốc xà cừ.

## Các loài
Các loài trong chi Tectus gồm có:
- Tectus conus (Gmelin, 1791)[3]
- Tectus (Tectus) dentatus (Forskål in Niebuhr, 1775)[4]
- Tectus elatus (Lamarck, 1822)
- Tectus fenestratus (Gmelin, 1791)
- Tectus magnificus Poppe, 2004[5]
- Tectus mauritianus (Gmelin, 1791)[6]
- Tectus niloticus (Linnaeus, 1767)[7]
- Tectus pyramis (Born, 1778)[8]
- Tectus triserialis (Lamarck, 1822)
- Tectus virgatus (Gmelin, 1791)[9]

Species brought into synonymy
- Tectus concavus (Gmelin, 1791): synonym of Infundibulum concavum (Gmelin, 1791)
- Tectus pagodalis Montfort, 1810: synonym of Tectus mauritianus (Gmelin, 1791)

## Hình ảnh

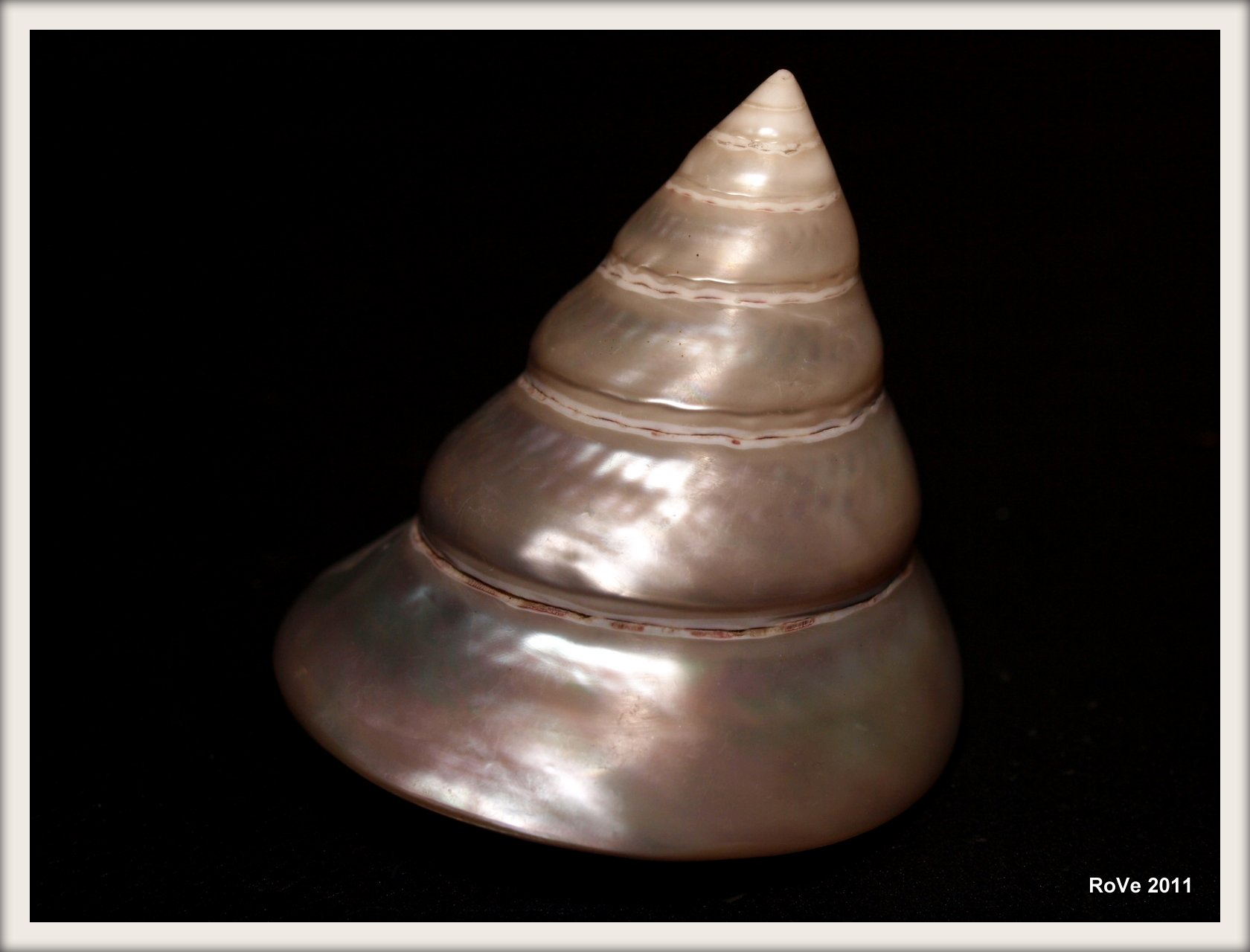
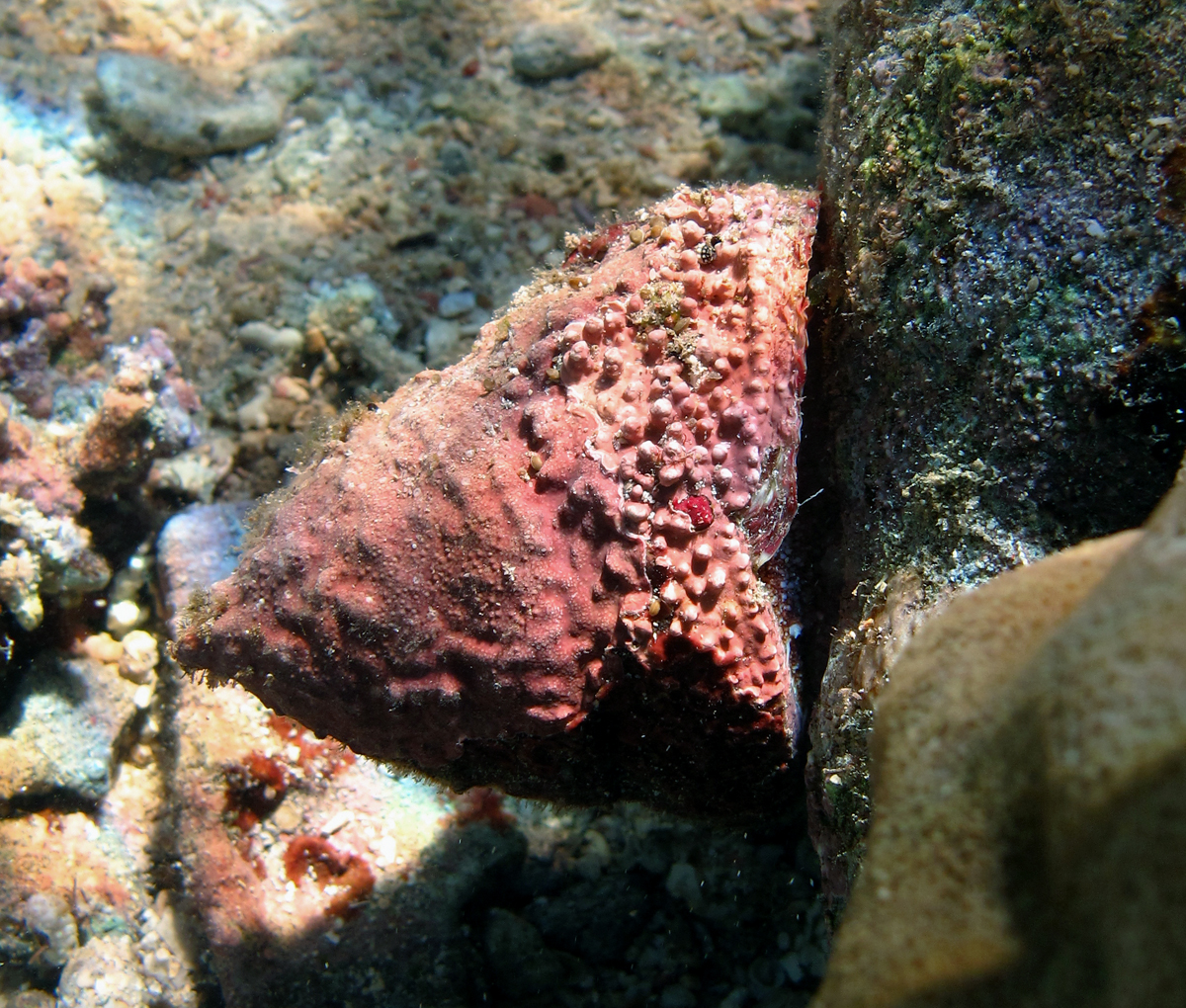